# Čestobrodica
Čestobrodica (Servisch cyrillisch Честобродица) is een plaats in de Servische gemeente Požega. De plaats telt 327 inwoners (2002).